# Ocean Vuong
Ocean Vuong, wiet. Vương Quốc Vinh (ur. 14 października 1988 w Ho Chi Minh) – wietnamsko-amerykański pisarz, poeta i nauczyciel akademicki.

## Życiorys
Ocean Vuong urodził się 14 października 1988 w Ho Chi Minh w Wietnamie. Po ponad roku spędzonym w obozie dla uchodźców na Filipinach, jego matka uciekła do Ameryki gdy miał dwa lata. Dorastał w rodzinie robotniczej w Hartford, w stanie Connecticut, w Stanach Zjednoczonych. Uzyskał licencjat z literatury amerykańskiej XIX wieku w Brooklyn College oraz tytuł magistra na Uniwersytecie Nowojorskim. Vuong publikował teksty m.in. w: The Atlantic, New Republic, Harper`s Magazine oraz dzienniku The New York Times. Jako powieściopisarz zadebiutował w 2019 książką Wspaniali jesteśmy tylko przez chwilę, w której najważniejsze wydarzenia rozgrywają się w czasie wojny w Wietnamie. Powieść stała się wydawniczym bestsellerem i została przetłumaczona na 37 języków.

## Życie prywatne
Vuong jest otwartym gejem. Praktykuje nurt buddyzmu zen. Obecnie mieszka w Northampton, w stanie Massachusetts – jest nauczycielem akademickim na Uniwersytecie Nowojorskim.

## Twórczość
- Night Sky with Exit Wounds (2016)
- Wspaniali jesteśmy tylko przez chwilę (On Earth We're Briefly Gorgeous, 2019) – polskie tłum. Adam Pluszka
- Time Is a Mother (2022)